# Унарба 2-я
Унарба 2-я (также Унаарба 2-й , Унарба 2-е) — озеро на северо-востоке Якутии, в Среднеколымском улусе. Расположено в юго-восточной части Колымской низменности, к юго-западу от истока реки Большая Чукочья. По соседству находятся еще несколько крупных озёр: Унарба, Буталах и Бёхё на западе, Балаганнах на северо-западе, Сян-Кюель на севере, Сабар и Илин-Кюель на востоке, Ляби на юго-востоке и Алы-Кюель на юге.
Имеет лопастную форму. Берега низкие, местами заболоченные. Ландшафт представляет собой типичную тундру, которая переходит в южную тундру с островками редколесной растительности. Имеется несколько островов. Через систему рек, проток и озёр имеет сток в Алазею. На берегах — несколько нежилых поселений. Ближайший населённый пункт — село Ойусардах, расположенное в 19 км к юго-западу.
Площадь зеркала 61,8 км², площадь водосбора — 128 км². Длина озера 13,7 км, ширина достигает 10,7 км. Высота над уровнем моря — 29 м.